# Stilet

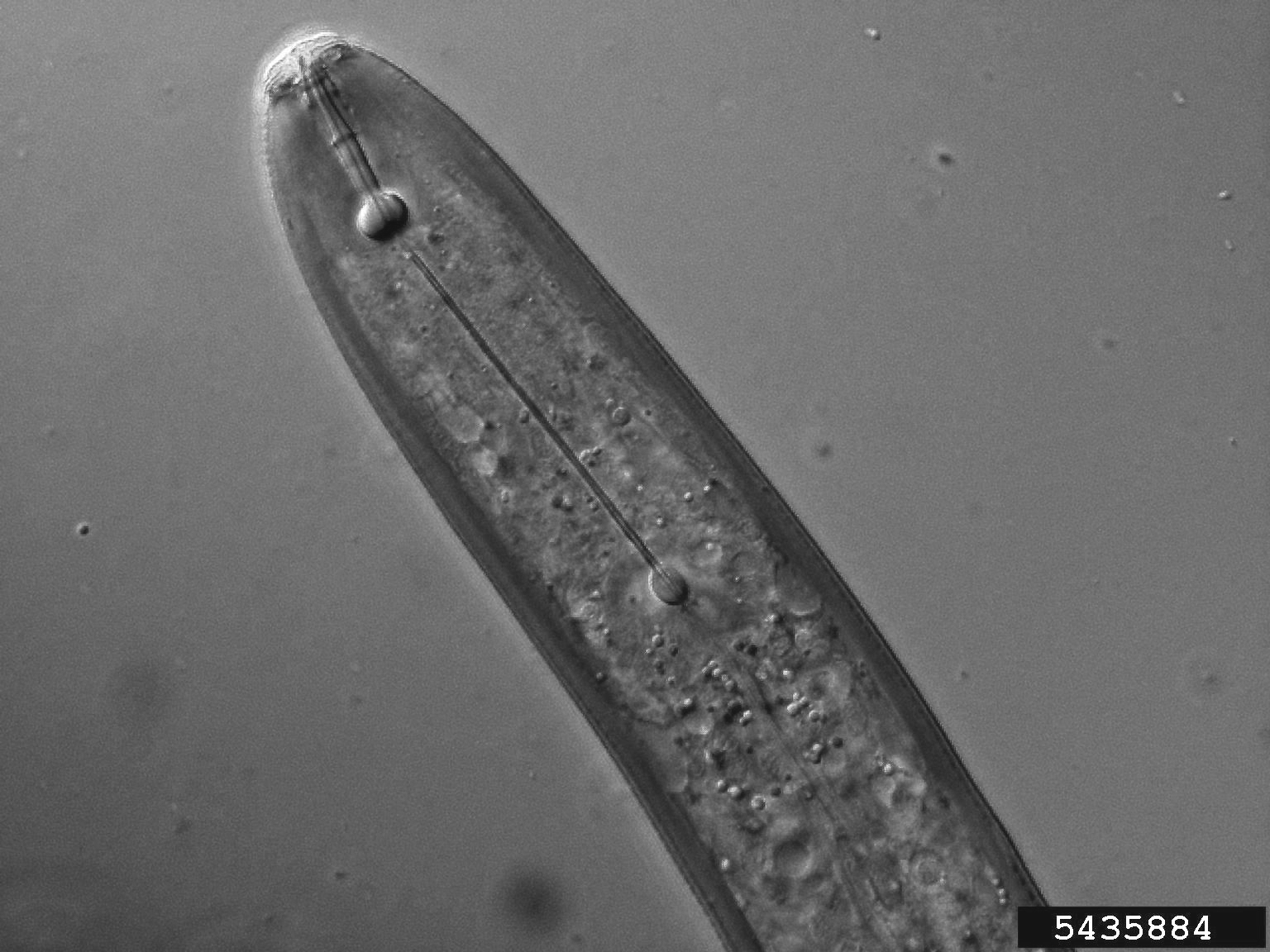
Een holle, rechte stilet bij een plantenparasitair Pratylenchus sp.-aaltje

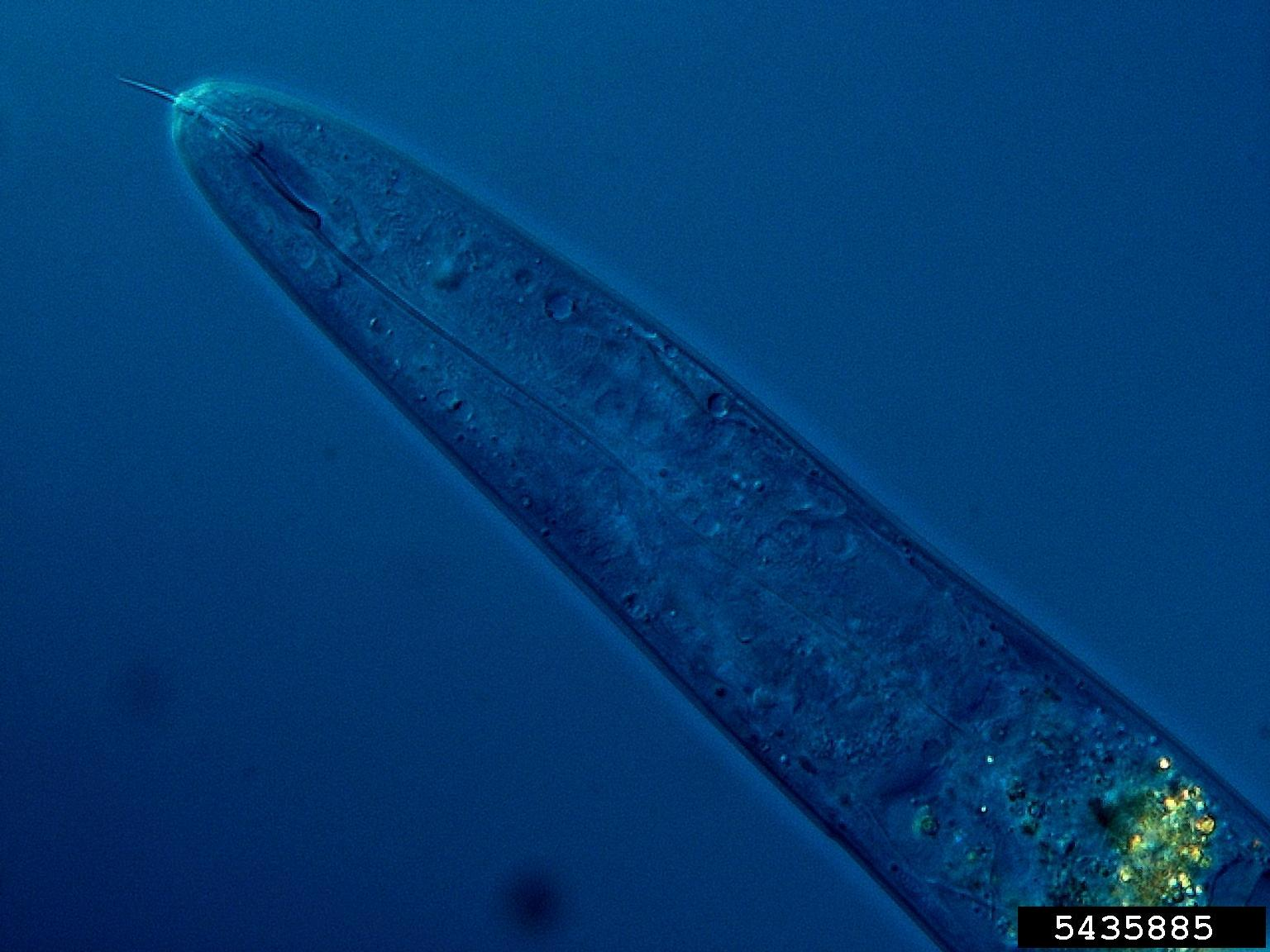
Een massieve, kromme stilet bij een plantenparasitair Trichodorus sp.-aaltje

Een stilet of mondstekel is een harde, scherpe, anatomische structuur bij sommige ongewervelden (invertebraten).
Zo komt een stilet of stomatostilet voor in de mondholte van sommige aaltjes en snoerwormen. Bij deze organismen is de stilet een geharde, uitstekende opening van de darm. De stilet is aangepast voor het doorboren van de celwand, zodat het aaltje zich kan voeden met de stoffen in de cel.
De monddelen van beerdiertjes en bladluizen worden ook stiletten genoemd.